# الحرب الأهلية اليمنية (1962-1970)
الحرب الأهلية اليمنية (1962-1970): صراع على السلطة في شبه الجزيرة العربية
شهدت اليمن خلال النصف الأول من القرن العشرين صراعات وحروبًا متكررة، كان أبرزها الحرب الأهلية التي اندلعت عام 1962 واستمرت حتى عام 1970. هذه الحرب كانت صراعًا على السلطة بين المؤيدين للنظام الملكي والإمامي، وبين الجمهوريين الذين سعوا إلى إقامة نظام جمهوري.
أسباب الحرب:
- التناقضات الاجتماعية والاقتصادية: كانت اليمن تعاني من تباينات اجتماعية واقتصادية كبيرة، حيث كانت الأغلبية تعيش في فقر مدقع بينما تتمتع طبقة النخبة بامتيازات واسعة.
- التأثير الخارجي: لعبت القوى الخارجية دورًا مهمًا في إشعال فتيل الحرب، حيث تدخلت كل من مصر والسعودية لدعم الأطراف المتصارعة.
- رغبة في التحديث: كان هناك تيار يطالب بإجراء إصلاحات سياسية واقتصادية وتحديث البلاد، وهو ما قوبل بالرفض من قبل النظام الملكي.

أحداث الحرب:
- انطلاق الثورة: بدأت الحرب بانقلاب عسكري في 26 سبتمبر 1962، أطاح بالنظام الملكي وأعلن قيام الجمهورية العربية اليمنية.
- التدخل الخارجي: تدخلت مصر لدعم الجمهوريين، بينما تدخلت السعودية لدعم الملكيين.
- حرب عصابات: تحولت الحرب إلى حرب عصابات، حيث سيطر الملكيون على المناطق الجبلية، بينما سيطر الجمهوريون على المدن.
- التعبئة العربية: أدت الحرب إلى تعبئة عربية واسعة، حيث شاركت العديد من الدول العربية في دعم الأطراف المتصارعة.

نتائج الحرب:
- انتصار الجمهوريين: في النهاية، تمكن الجمهوريون من تحقيق النصر، وأعلن عن سقوط النظام الملكي.
- تقسيم اليمن: أدت الحرب إلى تقسيم اليمن إلى شطرين: الشطر الشمالي (الجمهورية العربية اليمنية) والشطر الجنوبي (جمهورية اليمن الديمقراطية الشعبية).
- خسائر فادحة: تكبد اليمن خسائر فادحة في الأرواح والممتلكات خلال هذه الحرب الطويلة.

أهمية الحرب:
- تغير النظام السياسي: أدت الحرب إلى تغيير النظام السياسي في اليمن، وانتقال السلطة من الملكية إلى الجمهورية.
- التدخل الخارجي: كشفت الحرب عن دور القوى الخارجية في الصراعات الداخلية في الدول العربية.
- تأثير على المنطقة: أثرت الحرب على العلاقات بين الدول العربية، وزادت من التوتر في المنطقة.

## الخاتمة:
كانت الحرب الأهلية اليمنية (1962-1970) واحدة من أطول الحروب الأهلية في العالم العربي، وقد تركت آثارًا عميقة على اليمن وشعبه. وما زالت تداعيات هذه الحرب مستمرة حتى يومنا هذا.